# RaRità
RaRità è una raccolta della cantante Rita Pavone pubblicata il 28 febbraio 2020 dalla BMG uscito a ridosso della sua partecipazione al Festival di Sanremo 2020 col brano Niente (Resilienza 74). Come da titolo, la raccolta include alcuni brani mai pubblicati prima su disco in Italia, per lo più estratti dal suo repertorio pubblicato all'estero, più alcuni brani apparsi solo su 45 giri e CD single, ed altri brani inclusi negli album di Rita in versione rimasterizzata, selezionati direttamente dalla cantante.

## Edizioni
L'album è uscito in versione doppio CD, doppio LP e in download digitale.

## Tracce
CD 1
1. Niente (Resilienza 74) (Giorgio Merk)
2. Come te non c'è nessuno (Franco Migliacci, Oreste Vassallo)
3. Pirulirulì (feat. Lucio Dalla) (Gianfranco Reverberi, Lucio Dalla, Rosario Leva)
4. Appassionati (Carla Vistarini, Fabio Massimo Cantini, Luigi Lopez)
5. Occhi miei (Carlo Rossi, Marcello Marrocchi)
6. Que me importa el mundo (Franco Migliacci, Luis Enríquez Bacalov)
7. Arrivederci Hans (Georg Buschor, Heinz Meier)
8. Now I lay me down to sleep (Carolyn Fenick, Skeeter Davis)
9. If you go (Sei già lì) (Cesare De Natale, Guido De Angelis)
10. Fortissimo (Bruno Canfora, Lina Wertmüller)
11. Se potessi amarti ancora (feat. Enrico Cremonesi) (Burt Bacharach, Enrico Ruggeri, Hal David)
12. Il geghegè (Planet Funk Remix) (Bruno Canfora, Lina Wertmüller)
13. Datemi un martello (If I had a hammer) (Lee Hays, Pete Seeger, Sergio Bardotti)
14. Kiddy kiddy kiss me (feat. Paul Anka) (Klaus Munro, Ralf Arnie)
15. Dame, baby poupée (Bernard Dupré, S. Sladow, T. Wauquier)
16. The Dove (feat. Ikon) (Radio Edit) (Ikon)
17. Try it and see (Andrew Lloyd Webber, Tim Rice)
18. He's got everything (Doc Pomus, Mort Shuman, Sammy Lowe)
19. Ballando sul prato (feat. Franco Simone) (Franco Simone)

CD 2
1. Heart - I hear you beatin' (Cuore) (Carlo Rossi, Barry Mann, Cynthia Weil)
2. Io che amo solo te (Sergio Endrigo)
3. You only you (Solo tu) (Lina Wertmüller, Luis Enríquez Bacalov, Norman Newell)
4. The wrong side of love (Paul Anka)
5. Stop stop stop (Allan Clarke, Graham Nash, Tony Hicks, Mogol)
6. Ovunque la notte (Somewhere in the night) (Franca Evangelisti, Richard Kerr, Will Jennings)
7. Come la prima volta (Rita Pavone, Carolain)
8. Ti perdo e non vorrei (Amedeo Minghi, Roberto Mercanti)
9. Scrivi! (Lady Love) (Carlo Rossi, Charlie Rich)
10. Okay! Okay! (La partita di pallone) (Carlo Rossi, Edoardo Vianello, Hans Bradtke)
11. Get a hold of yourself (Bernie Baum, Bill Giant, Florence Kaye)
12. Wenn ich ein Junge wär (Heinz Buchholz, Rudolf-Günter Loose, Werner Müller)
13. Recuerdame (Remember me) (Shelly Coburn)
14. Pioggia (Bobby Darin, Enrico Ruggeri)
15. Fammi andare (Rita Pavone, Carolain)
16. Un amante per ogni sospiro (feat. Alda Merini & Giovanni Nuti) (Alda Merini, Giovanni Nuti)
17. La sai troppo lunga (Carlo Claroni, Enrico Ciacci)
18. Domani è primavera (feat. Dario Gay) (Dario Gay)